# Trèfle jaunâtre
Trifolium ochroleucon
Espèce
Classification phylogénétique
Le Trèfle jaunâtre  (Trifolium ochroleucon Huds.) est une espèce de plantes à fleurs du genre Trifolium et de la famille des Fabacées (ou Légumineuses). C'est un trèfle à fleurs jaune pâle. On peut assez facilement le confondre avec Trifolium montanum, d'autant que les deux espèces se rencontrent souvent en zone montagneuse, mais T. montanum a une inflorescence à pédoncule assez long, tandis que l'inflorescence de T. ochroleucon est presque sessile, portée par un minuscule pédoncule au-dessus des feuilles supérieures.
Autres noms vernaculaires : trèfle beige, trèfle jaune pâle ou Trèfle blanc-jaunâtre.

## Description

### Écologie et habitat
Assez commun dans toute l'Europe à l'exception du nord, présent aussi en Asie occidentale, ce trèfle pousse en plaine ou en altitude jusqu'à 2000 m. Il préfère les sols calcaires, moyennement humides et ensoleillés. On le rencontre dans les prés et au bord des routes ou des chemins. C'est une plante vivace qui fleurit de juin à août.

### Morphologie générale et végétative
C'est une plante herbacée de petite taille (20 à 40 cm), velue, à tige érigée. Les stipules sont longues et minces. Les feuilles à trois folioles sont velues, oblongues, à extrémité plus ou moins pointue.

### Morphologie florale
Les fleurs hermaphrodites sont groupées en têtes globuleuses portées par un très court pédoncule. Elles sont presque toujours d'un jaune très pâle, plus rarement rosâtres. Le calice est velu à 10 nervures et à 5 dents inégales. La pollinisation est réalisée par les insectes.

### Fruit et graines
Le fruit est une petite gousse incluse dans le calice. La dissémination est épizoochore.